# Réserve de biodiversité de la Vallée-de-la-Rivière-Sainte-Marguerite
Vous lisez un « bon article » labellisé en 2020.
La réserve de biodiversité de la Vallée-de-la-Rivière-Sainte-Marguerite, jusqu'en 2022, la réserve aquatique de la Vallée-de-la-Rivière-Sainte-Marguerite,  est une réserve de biodiversité du Québec (Canada) située au Saguenay–Lac-Saint-Jean et en Côte-Nord. Cette aire protégée de 321 km2 a pour mission de conserver les écosystèmes de la vallée de la rivière Sainte-Marguerite. Cette dernière est située dans une vallée glaciaire séparant le graben du Saguenay des monts Valin. La proximité de ces deux ensembles physiographiques favorise la diversité de la flore, dont plusieurs espèces sont à la limite nord de leur aire de répartition.
La rivière Sainte-Marguerite est fréquentée depuis 8 000 ans par les Autochtones, qui y pratiquent la chasse et la pêche, la rivière étant dans le territoire traditionnel des Innus d'Essipit. La Sainte-Marguerite est reconnue pour la pêche au saumon qui est pratiquée de manière récréative depuis le milieu du XIXe siècle. Cette pêche devient l'exclusivité du Ste. Marguerite Salmon Club à partir de 1885. C'est en 1980, avec la création de la zec de la Rivière-Sainte-Marguerite, que la rivière cesse d'être l'apanage du club. En 2005, une grande partie de la vallée est soustraite à l'exploitation forestière et minière. Après des consultations publiques, la réserve est officiellement créée en mai 2020.

## Toponymie
La réserve de biodiversité doit son nom à la vallée de la rivière Sainte-Marguerite, qu'elle protège en grande partie. Le nom de la rivière Sainte-Marguerite apparaît sur une carte du père Laure de 1731 et la carte de Bellin de 1744.

## Géographie

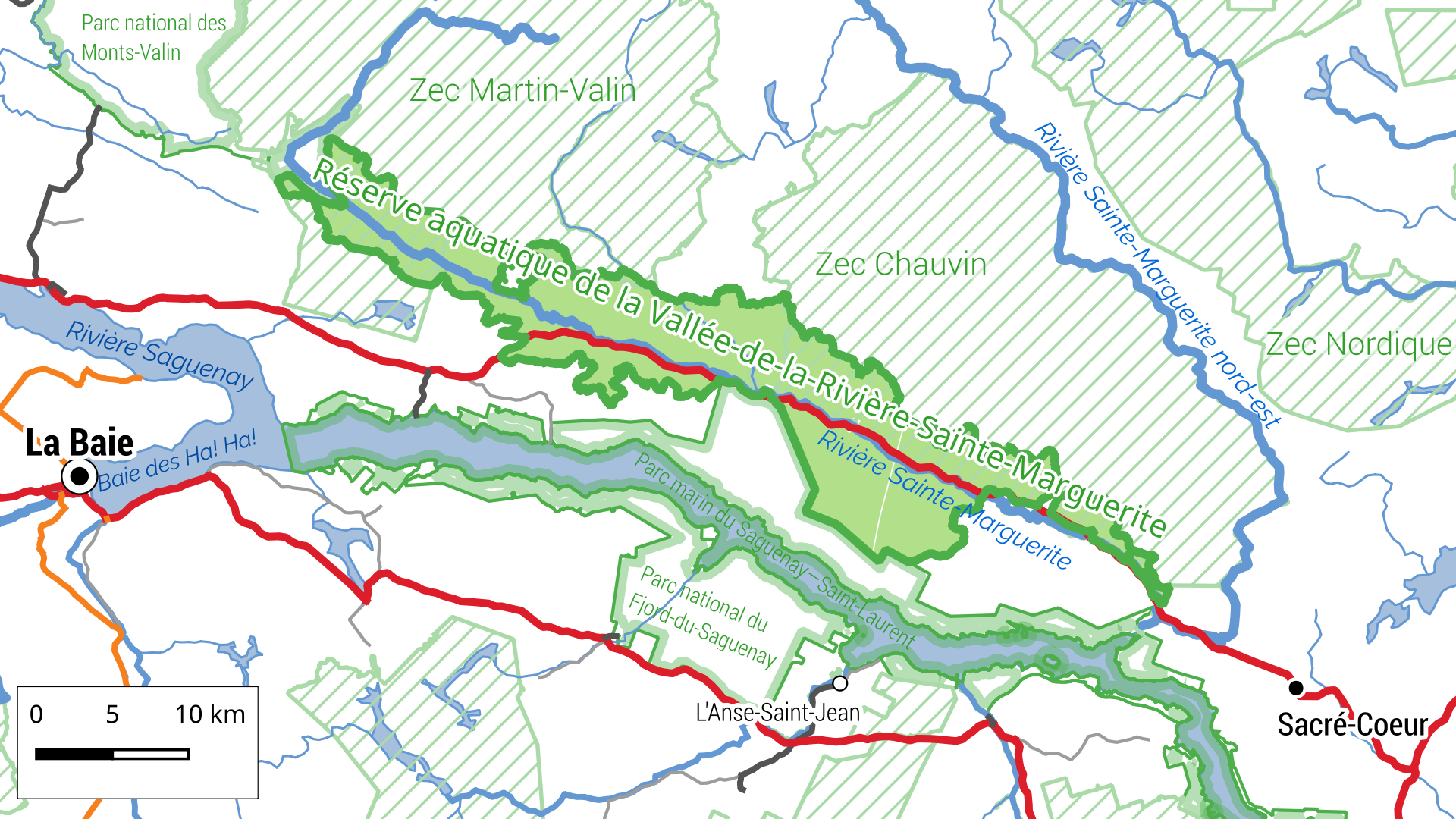
En vert, la réserve aquatique de la Vallée-de-la-Rivière-Sainte-Marguerite.

La réserve de biodiversité de la Vallée-de-la-Rivière-Sainte-Marguerite est située à une quinzaine de kilomètres au nord-est de Saguenay et a une superficie de 321,4 km2. La majeure partie de la réserve se trouve au Saguenay–Lac-Saint-Jean, dans le territoire non-organisé de Mont-Valin, avec une petite partie dans les municipalités de Saint-Fulgence et de Sainte-Rose-du-Nord et une petite portion dans la municipalité de Sacré-Cœur en Côte-Nord.
Par sa création, la réserve relie entre eux le parc national des Monts-Valin, le parc national du Fjord-du-Saguenay et le parc marin du Saguenay–Saint-Laurent, créant ainsi un réseau d'aires protégées de plus de 2 000 km2. En outre, la réserve partage ses limites avec les réserves écologiques G.-Oscar-Villeneuve et Marcelle-Gauvreau. Ses limites incluent deux écosystèmes forestiers exceptionnels, soit la forêt ancienne de la Rivière-Sainte-Marguerite et des forêts rares de la Rivière-Sainte-Marguerite et du Ruisseau-des-Monts.
La réserve chevauche aussi les zones d'exploitation contrôlées (zec) Martin-Valin et Chauvin et de la Rivière-Sainte-Marguerite. Ces trois territoires de gestion de la faune couvrent 37,9 % de la réserve.

### Géologie et relief

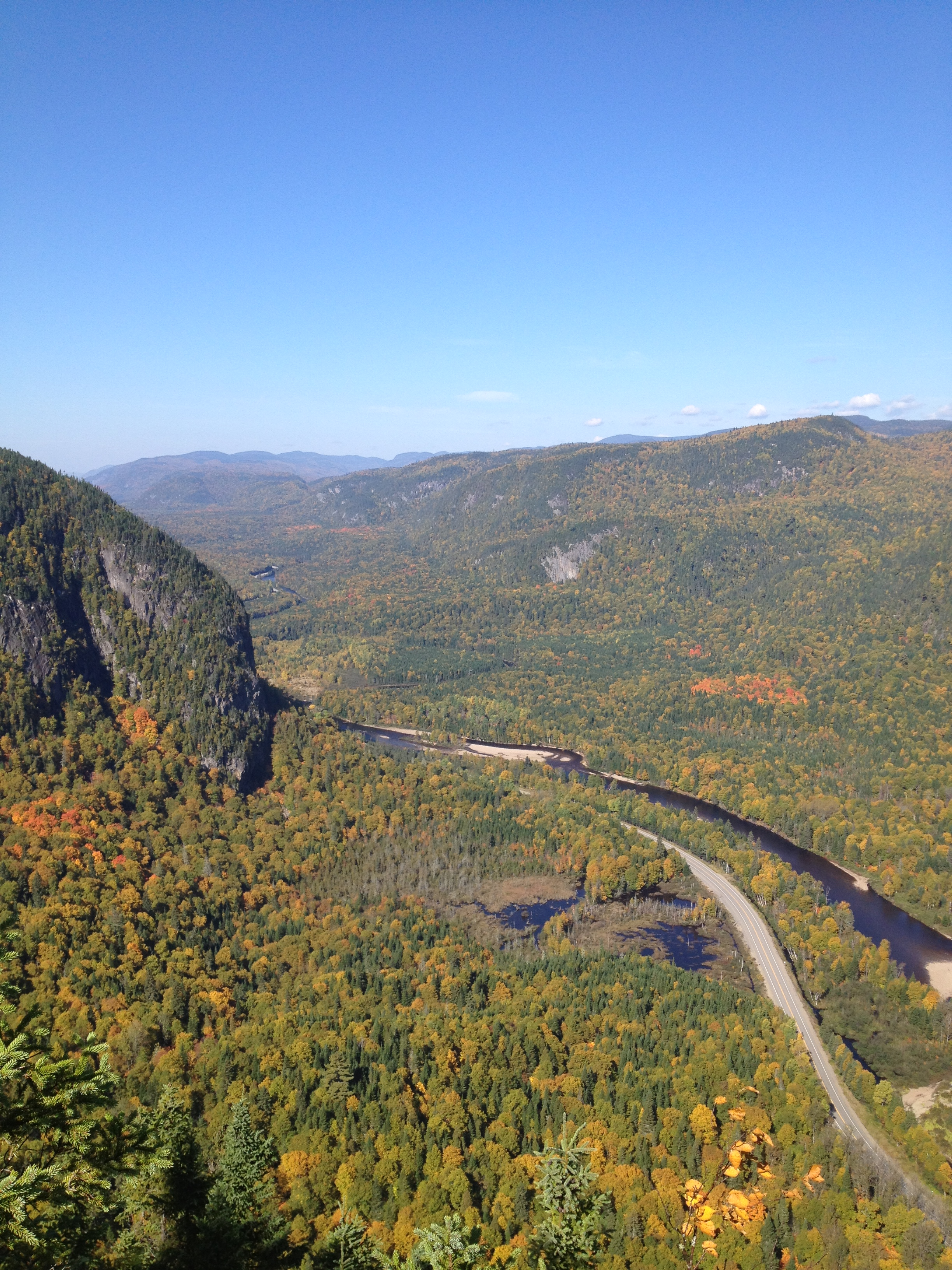
Paysage vu du sud de Bardsville.

D'un point de vue géologique, la réserve fait partie de la province de Grenville, des racines de montagnes formées il y a un milliard d'années. La vallée marque la limite entre le graben du Saguenay au sud et les monts Valin au nord. La portion des monts Valin est composée de sommets dépassant généralement les 700 m. Près de la vallée, ce massif présente des versants escarpés pouvant avoir un dénivelé de 500 m sur un ou deux kilomètres. Dans la portion centrale de la vallée, entre le bras des Murailles et le ruisseau Épinette, se trouve une terrasse intermédiaire entre 400 et 500 m d'altitude.
Quant au graben du Saguenay, il a été créé par l'effondrement de la croûte terrestre lors de la fracturation du supercontinent Rodinia il y a environ 600 millions d'années. La vallée de la rivière Sainte-Marguerite correspond à la limite nord du graben, que les glaciations du Quaternaire ont transformé de vallée préquaternaire en profonde vallée glaciaire. Au sud de la vallée, les sommets font entre 350 et 500 m d'altitude.
Le socle rocheux est composé de gneiss charnockitique et gneiss mixte dans les portions est et ouest de la réserve et de granitoïdes à orthopyroxène dans la portion centrale, où le paysage est le plus spectaculaire. Les dépôts meubles sont généralement composés de tills plutôt minces, sauf dans les dépressions. Les affleurements rocheux y sont fréquents. Quant au fond de la vallée, il est composé de dépôts fluvioglaciaires, comme des plaines d'épandage et des terrasses de kame.

### Hydrographie

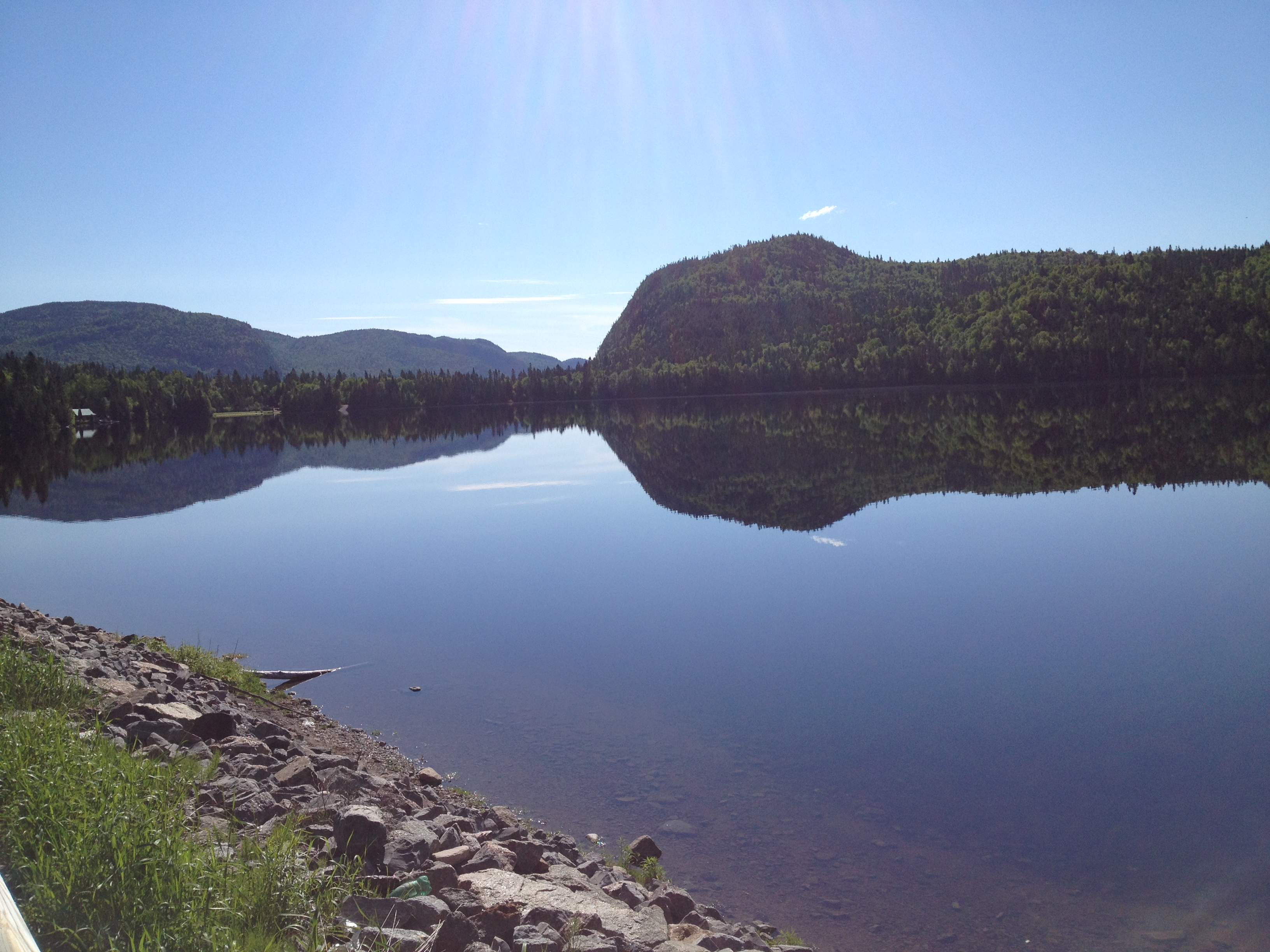
Le lac Résimond avec la montagne du Chapeau en arrière-plan.

Du fait du relief accidenté, les plans d'eau et les tourbières sont rares dans la réserve. Les deux lacs les plus importants sont le lac Résimond et le Premier lac du Portage. Le milieu aquatique le plus important est sans conteste la rivière Sainte-Marguerite.
La rivière, d'un bassin de plus de 2 000 km2, prend sa source dans les lacs Castor Gras et Sainte-Marguerite. Après avoir traversé des gorges profondes dans le parc national des Monts-Valin, elle tourne brusquement de 90° pour couler vers l'est en suivant la ligne de faille du graben du Saguenay. Elle parcourt alors la réserve sur 50 km avant de la quitter à cinq kilomètres de Sacré-Cœur et de se jeter dans la baie Sainte-Marguerite, dans le parc national du Fjord-du-Saguenay et le parc marin du Saguenay–Saint-Laurent. La réserve inclut aussi les 15 derniers kilomètres du bras des Murailles, son second affluent en importance.

### Climat
Le  territoire de la réserve de biodiversité possède un fort gradient climatique. Si le climat est considéré de type
subpolaire et subhumide sur toute la réserve, il est plus doux au sud (température moyenne de 1,9 à 4,5 °C) qu'au nord, au sommet des monts Valin (de −9,4 à −6,0 °C). La saison de croissance est de 180 à 209 jours au sud et de 150 et 179 jours au nord. Les précipitations annuelles varient entre 800 et 1 359 mm/an.

## Flore
Compte tenu de son relief contrasté, la réserve aquatique présente une flore diversifiée. Les secteurs au sud, la vallée ainsi que le bas du versant nord font partie du domaine bioclimatique de la sapinière à bouleau jaune, alors qu'à partir du mi-versant nord, la réserve est située à la limite sud du domaine bioclimatique de la sapinière à bouleau blanc. On y trouve aussi diverses espèces situées à la limite nord de leurs répartitions.
La végétation actuelle est dominée par des forêts mélangées, qui couvre 68,4 % de la réserve. Les formations dominantes sont les bétulaies à bouleau blanc (32,2 %), les sapinières (24,5 %) et les bétulaies à bouleau jaune (23,1 %). Il y a aussi quelques pessières à épinette noire ou épinette rouge, ainsi que des érablières à érable rouge ou érable à sucre. Les peupleraies sont abondantes près du bras d'Allen. On y retrouve aussi du pin blanc et du thuya. Finalement on y rencontre aussi l'orme d'Amérique et le frêne noir, ces derniers étant confinés aux rives de la rivière Saint-Marguerite. On y retrouve une bonne proportion de vieilles forêts, en particulier sur le versant nord. Les tourbières sont quant à elles peu nombreuses et de petite taille.
La flore de la réserve comprendrait 367 taxons dont plusieurs sont à la limite nord de leur répartition. Parmi ces plantes, on rencontre la dentaire à deux feuilles (Cardamine diphylla), le carex rayonnant (Carex radiata), la claytonie de Caroline (Claytonia caroliniana), le dicentre à capuchon (Dicentra cucullaria), l'érable de Pennsylvanie (Acer pensylvanicum), l'athyrie fausse-thélyptère (Deparia acrostichoides), l'impatiente pâle (Impatiens pallida), l'épinette rouge (Picea rubens), l'antennaire de Howell (Antennaria howellii), la doradille chevelue (Asplenium trichomanes), le panic à touffe dense (Dichanthelium implicatum), l'élyme de Wiegand (Elymus wiegandii), le saxifrage de Virginie (Micranthes virginiensis), la sagittaire graminoïde (Sagittaria graminea) et l'herbe à puce de Rydberg (Toxicodendron radicans var. rydbergii).
On y retrouve aussi des populations disjointes de la flore calcicole avec les formations calcaires de la région, soit le carex capillaire (Carex capillaris subsp. capillaris), le cryptogramme de Steller (Cryptogramma stelleri), la primevère du lac Mistassini (Primula mistassinica) et le saxifrage à feuilles opposées (Saxifraga oppositifolia). Enfin, la réserve protège deux populations de duliche boréal (Dulichium arundinaceum var. boreale), un taxon endémique au Québec qui devrait être inclus prochainement dans la liste des espèces menacées, vulnérables ou susceptibles d'être ainsi désignées au Québec.

## Faune
Pour ce qui est de la faune, il n'y a pas eu d'inventaire spécifiques pour la réserve, la faune serait caractéristique de la région. Pour les mammifères on y retrouverait l'ours noir (Ursus americanus), l'orignal (Alces americanus), le renard roux (Vulpes vulpes), le lynx du Canada (Lynx canadensis), le lièvre d’Amérique (Lepus americanus) et le castor du Canada (Castor canadensis). On y retrouverait, quoique plus rarement, le campagnol des rochers (Microtus chrotorrhinus). Le caribou des bois (Rangifer tarandus caribou) fréquenterait la réserve au printemps et au début de l'été. Enfin, il est possible que la réserve soit fréquentée par la chauve-souris rousse (Lasiurus borealis) et la chauve-souris cendrée (Lasiurus cinereus) dont la présence a été signalée dans le parc national du Fjord-du-Saguenay.

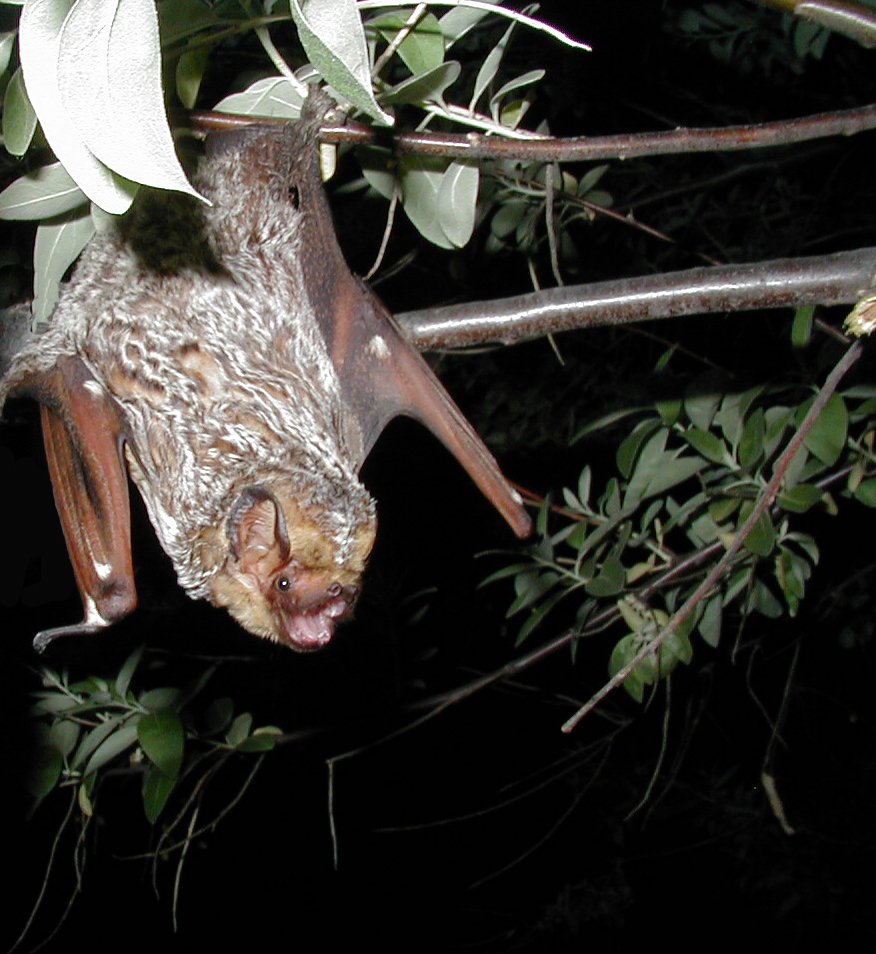
La Chauve-souris cendrée.
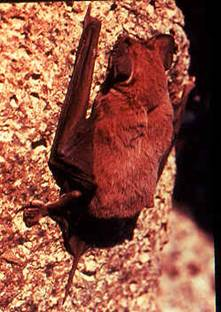
La Chauve-souris rousse.
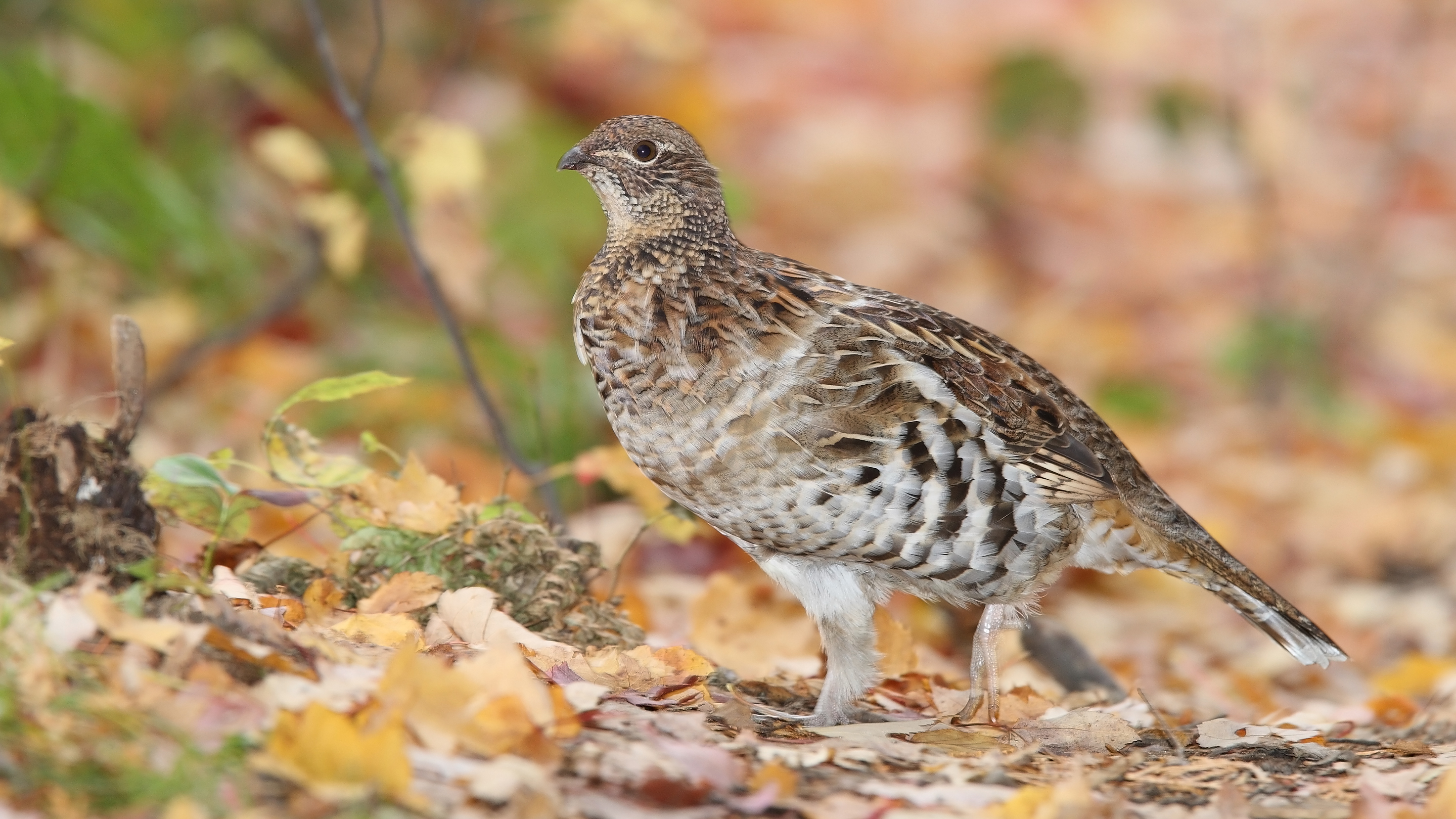
La Gélinotte huppée.
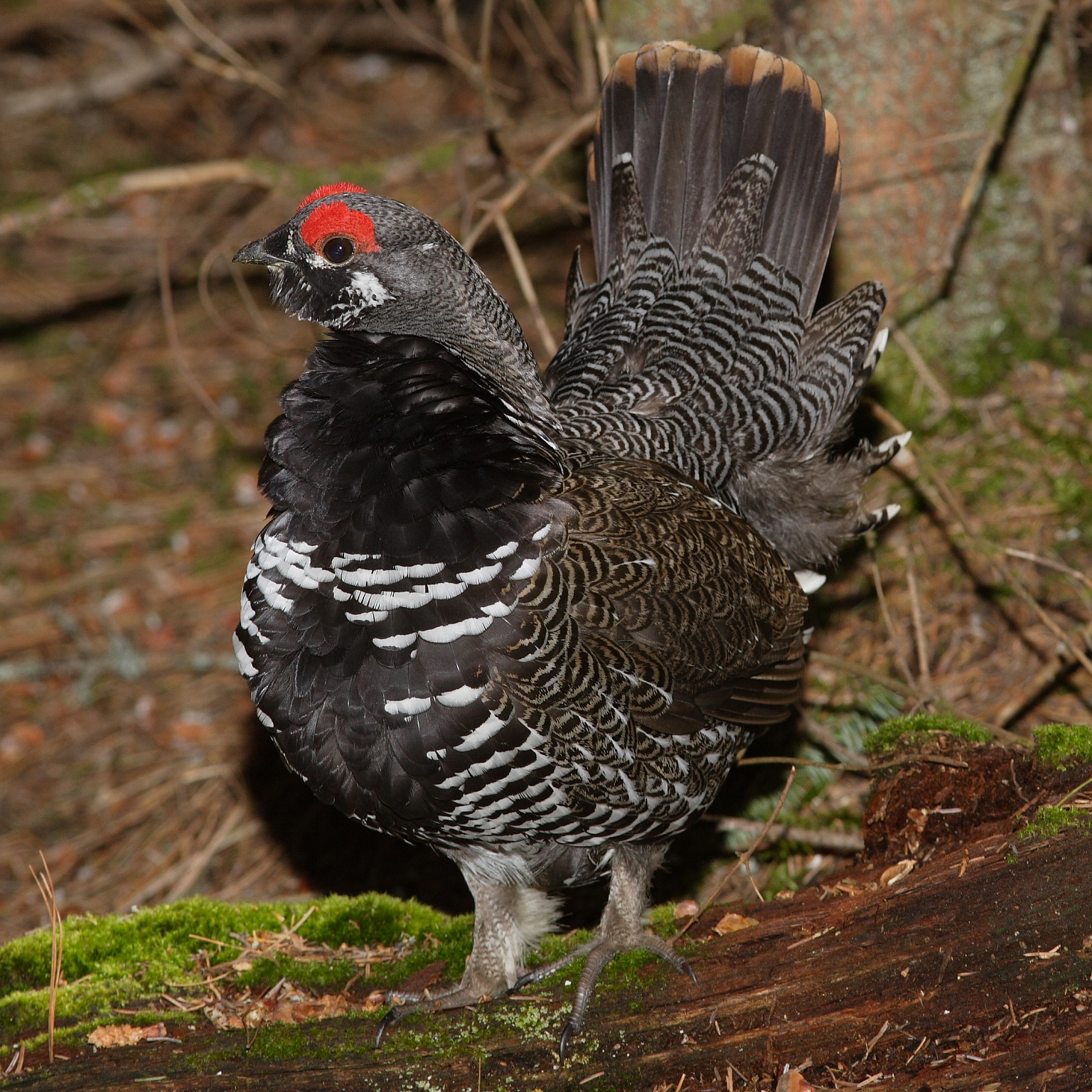
Le Tétras du Canada.
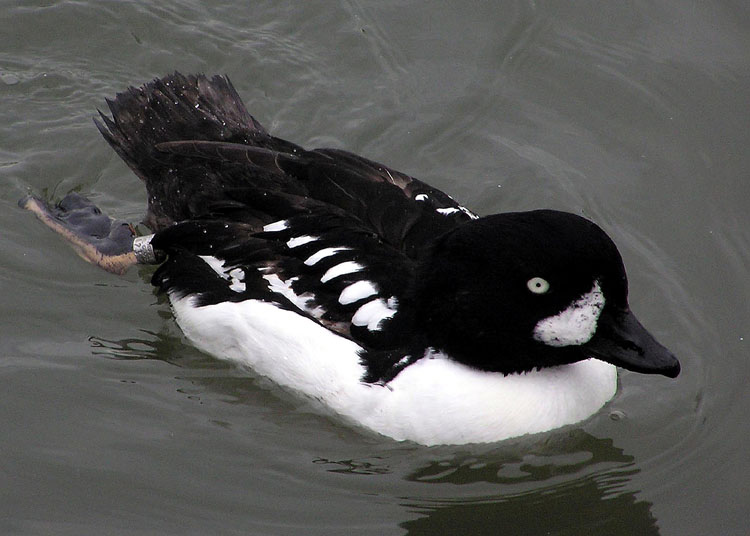
Le Garrot d'Islande.

Pour les oiseaux, les espèces les plus communes seraient la gélinotte huppée (Bonasa umbellus) et le tétras du Canada (Falcipennis canadensis), auquel on peut ajouter le garrot d'Islande (Bucephala islandica).
Pour les poissons, ou y retrouve le saumon atlantique (Salmo salar) et l'omble de fontaine anadrome (Salvelinus fontinalis). En plus de ces deux espèces, on retrouve dans la rivière Sainte-Marguerite le naseux des rapides (Rhinichthys cataractae), le meunier rouge (Catostomus catostomus), le meunier noir (Catostomus commersoni) et l'anguille d'Amérique (Anguilla rostrata). Plusieurs lacs sont habités uniquement par l'omble de fontaine d'eau douce et plusieurs autres sont sans poissons.

### Galerie

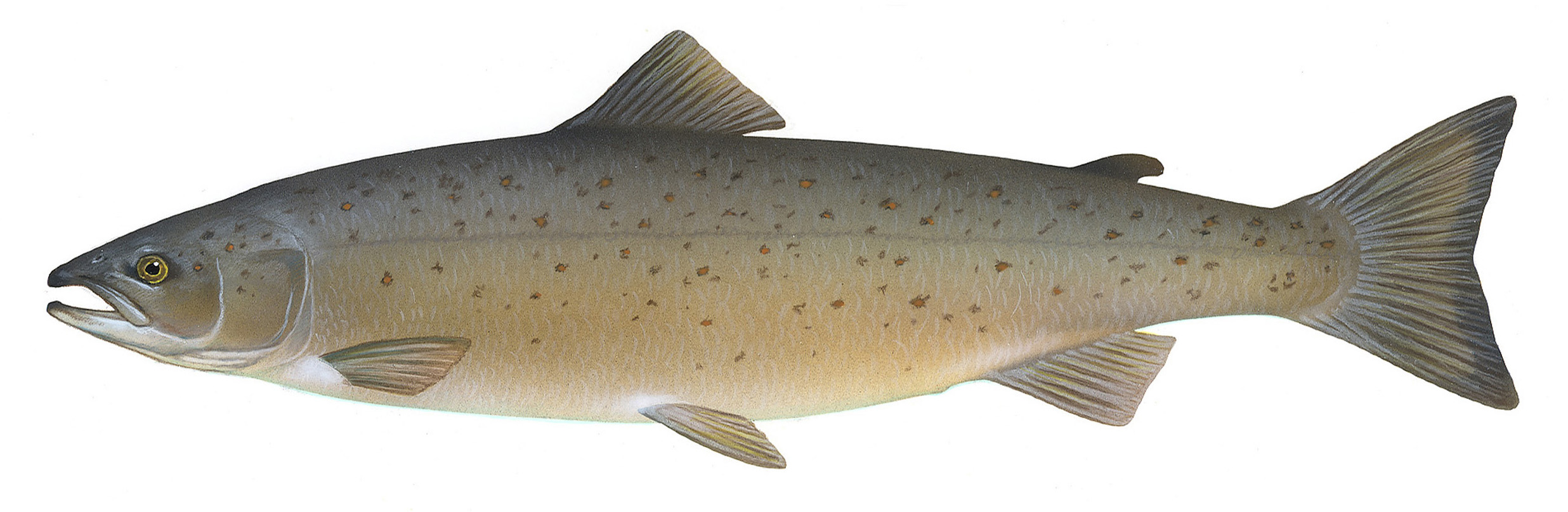
Le Saumon atlantique.
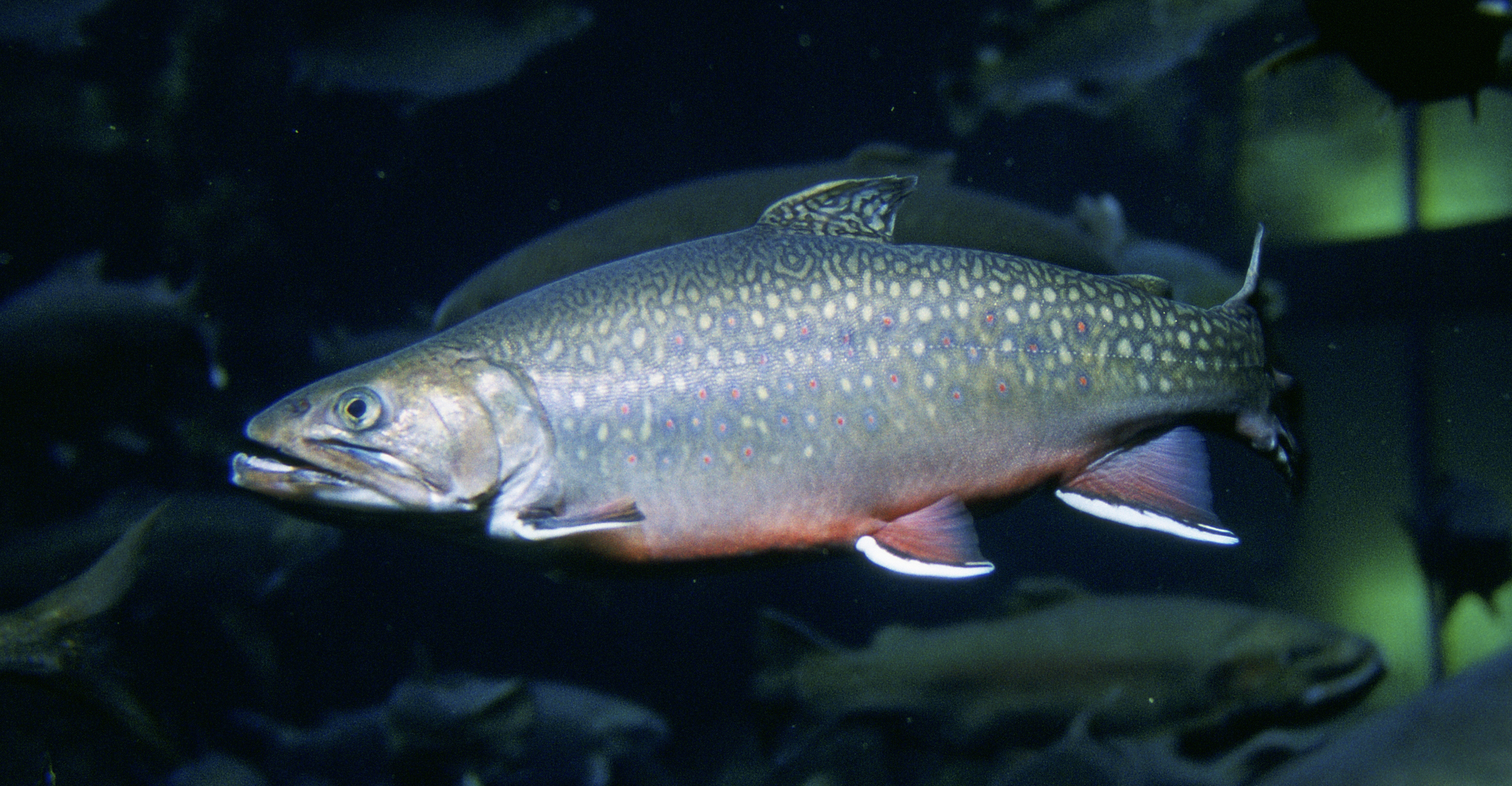
L'Omble de fontaine.
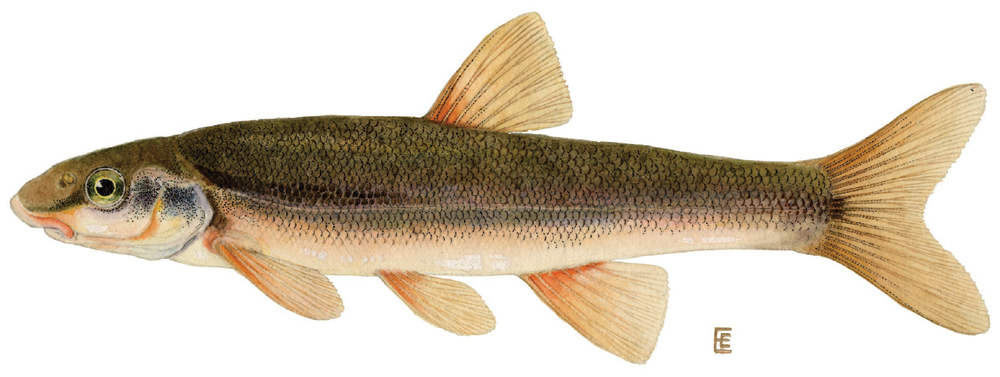
Le Naseux des rapides.
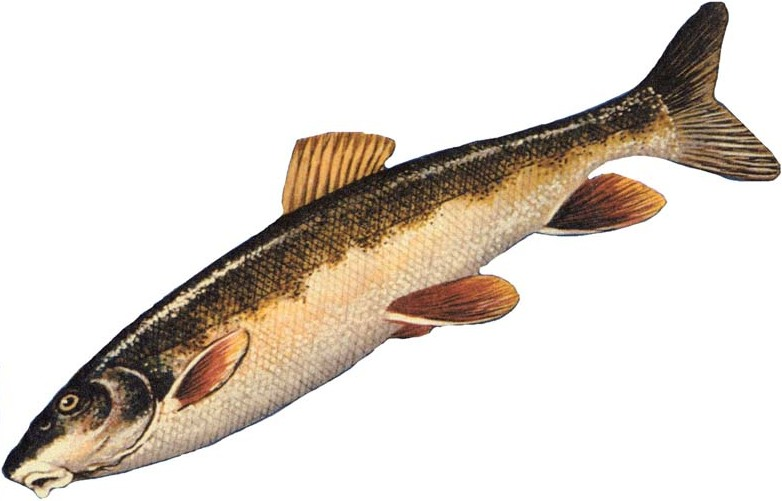
Le Meunier rouge.
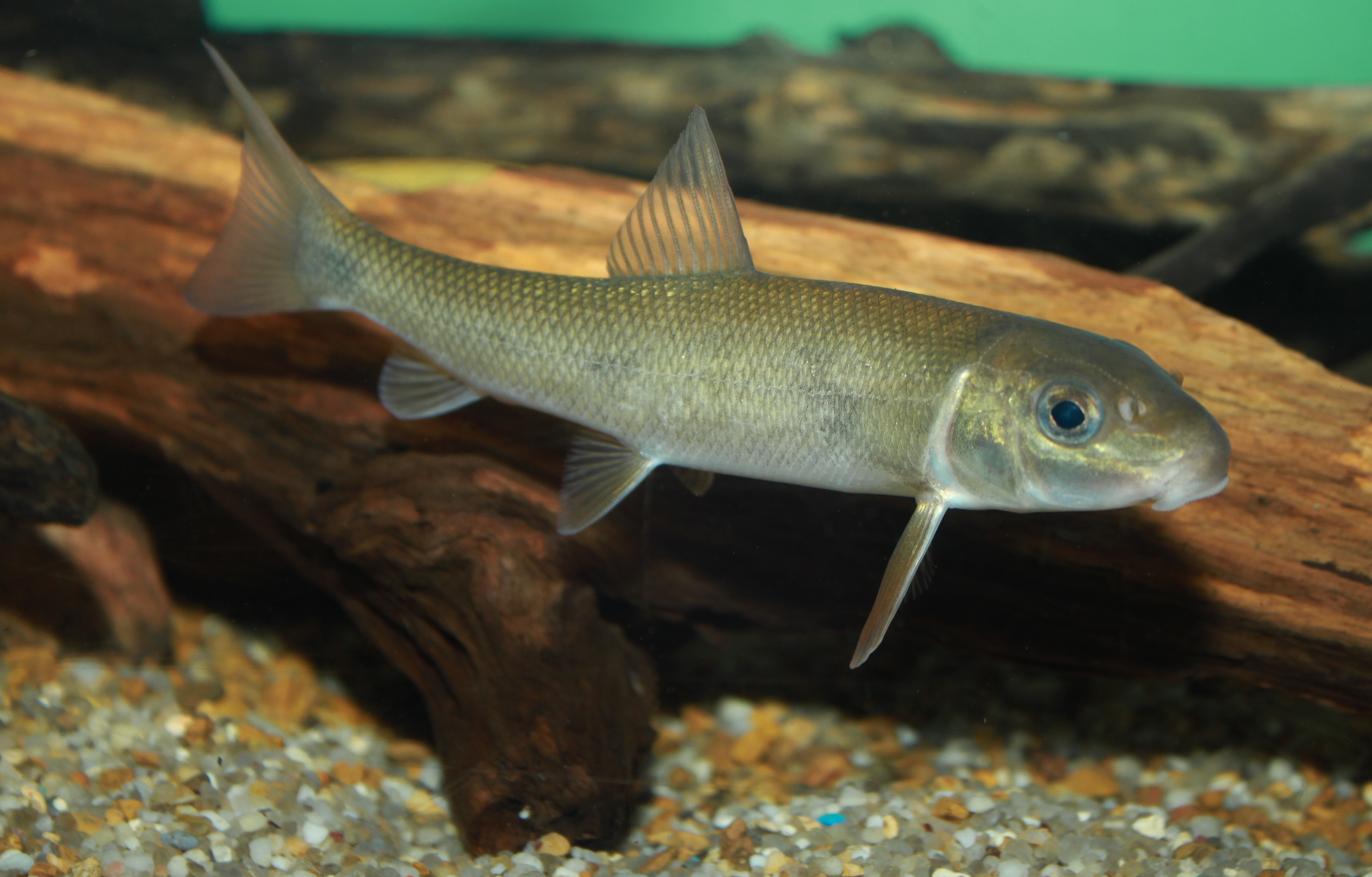
Le Meunier noir.
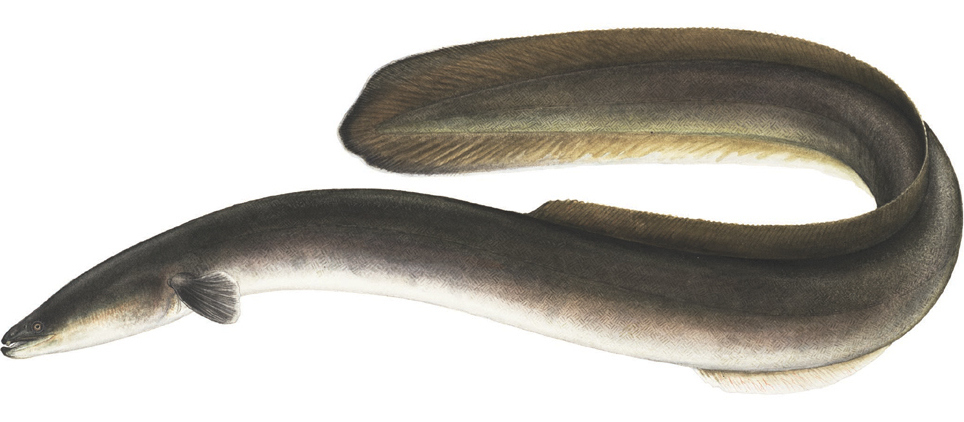
L'Anguille d'Amérique.

## Histoire
Avant la colonisation européenne, la rivière Sainte-Marguerite était fréquentée par les Autochtones. Selon les données archéologiques, la baie Sainte-Marguerite est fréquentée depuis l'Archaïque moyen, 8 000 AP. Ces derniers y venaient principalement pour la chasse au phoque. Elle est actuellement sur le territoire traditionnel des Innus d'Essipit selon l'Entente de principe d'ordre général entre les Premières Nations de Mamuitun et de Nutashkuan de 2004.

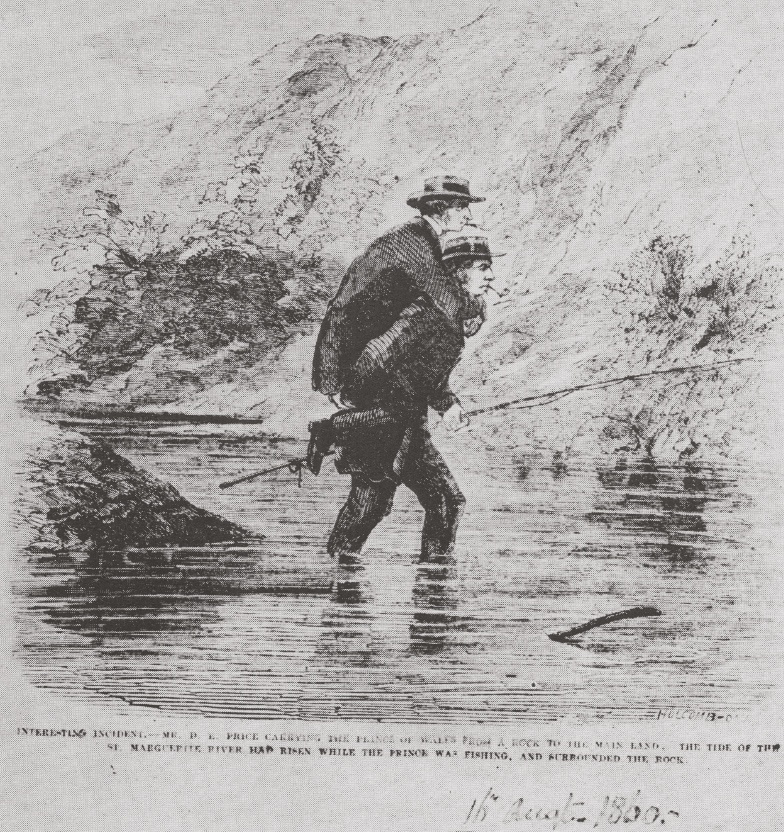
David Edward Price traversant la rivière Sainte-Marguerite avec le Prince de Galles sur ses épaules

La pêche au saumon de la rivière Sainte-Marguerite est réputée depuis longtemps. Dès 1838, la Compagnie de la Baie d'Hudson y exploite un camp de pêche à son embouchure. Entre 1848 et 1853, un commis du poste de Tadoussac, James Grant, offre d'accompagner des officiers et des visiteurs sur la rivière. À la fermeture du poste de Tadoussac en 1859, David Edward Price obtient un bail lui conférant les droits exclusifs de pêche au saumon de la rivière. En 1860, une visite du prince de Galles Albert Edward crée un émoi à Bagotville, alors qu'il préfère pêcher le saumon avec David Edward Price plutôt que visiter la population du Saguenay.

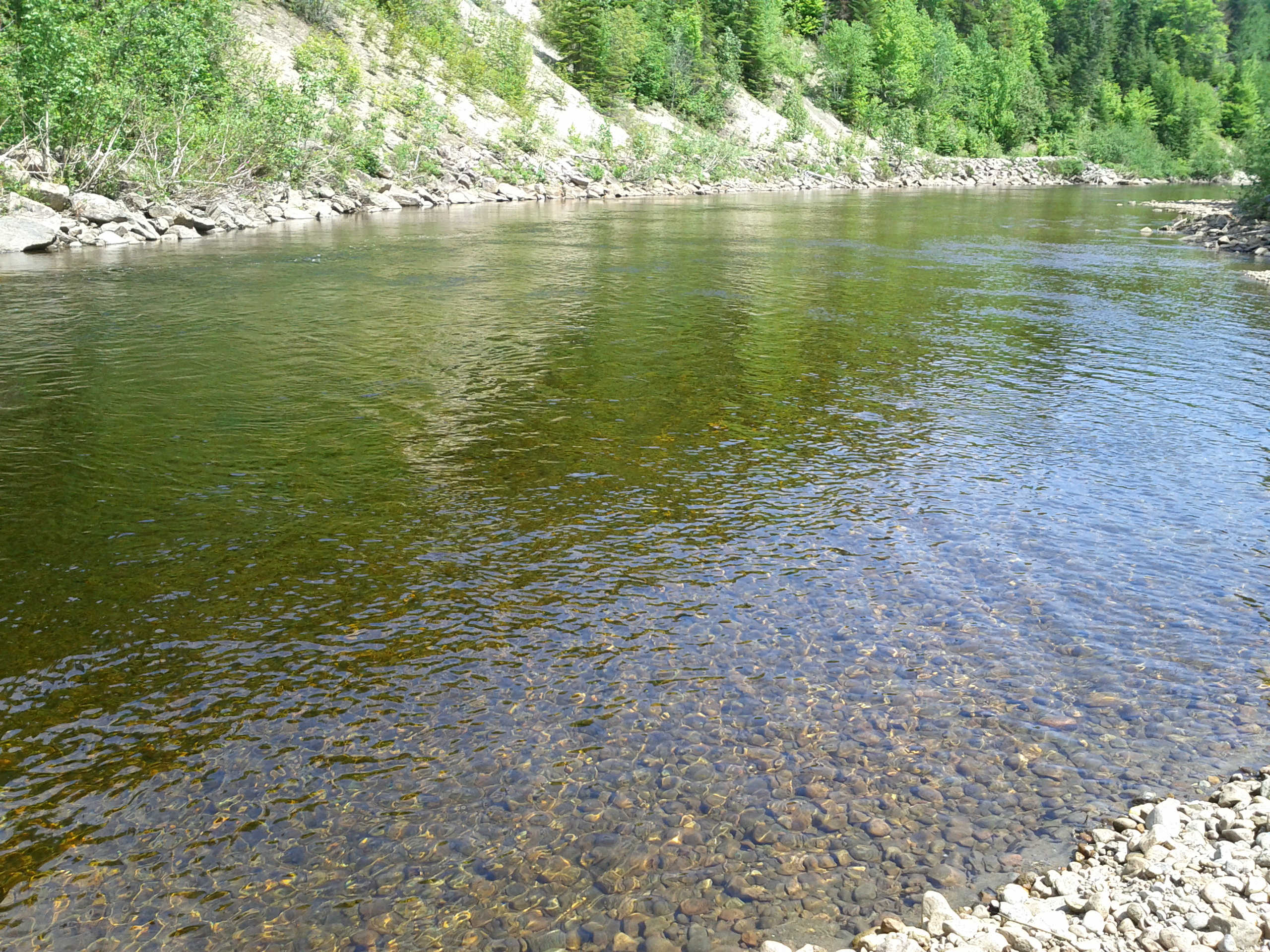
Fosse 54.

Willis Russell, un ami de Price ébloui par la qualité de la pêche au saumon dans la rivière, lui troque les droits du cours principal contre d'importants quotas de coupe de bois vers 1870,. Il est déjà l'un des actionnaires d'un hôtel et propriétaire d'une maison à Tadoussac. En 1872, associé avec Robert Powell, de Philadelphie, il fait construire la maison de Lower Fork, aussi désignée comme Club House Station. Il construit d'autres camps de pêche : la maison Home Pool, à six kilomètres en amont, Le Château, à cinq kilomètres du précédent, Sand's Pool, à 13 km en amont, Bardsville, à 11 km plus haut, et finalement Upper Forks, rebaptisé Grantville en l'honneur de James Grant, à 11 km de Bardsville.

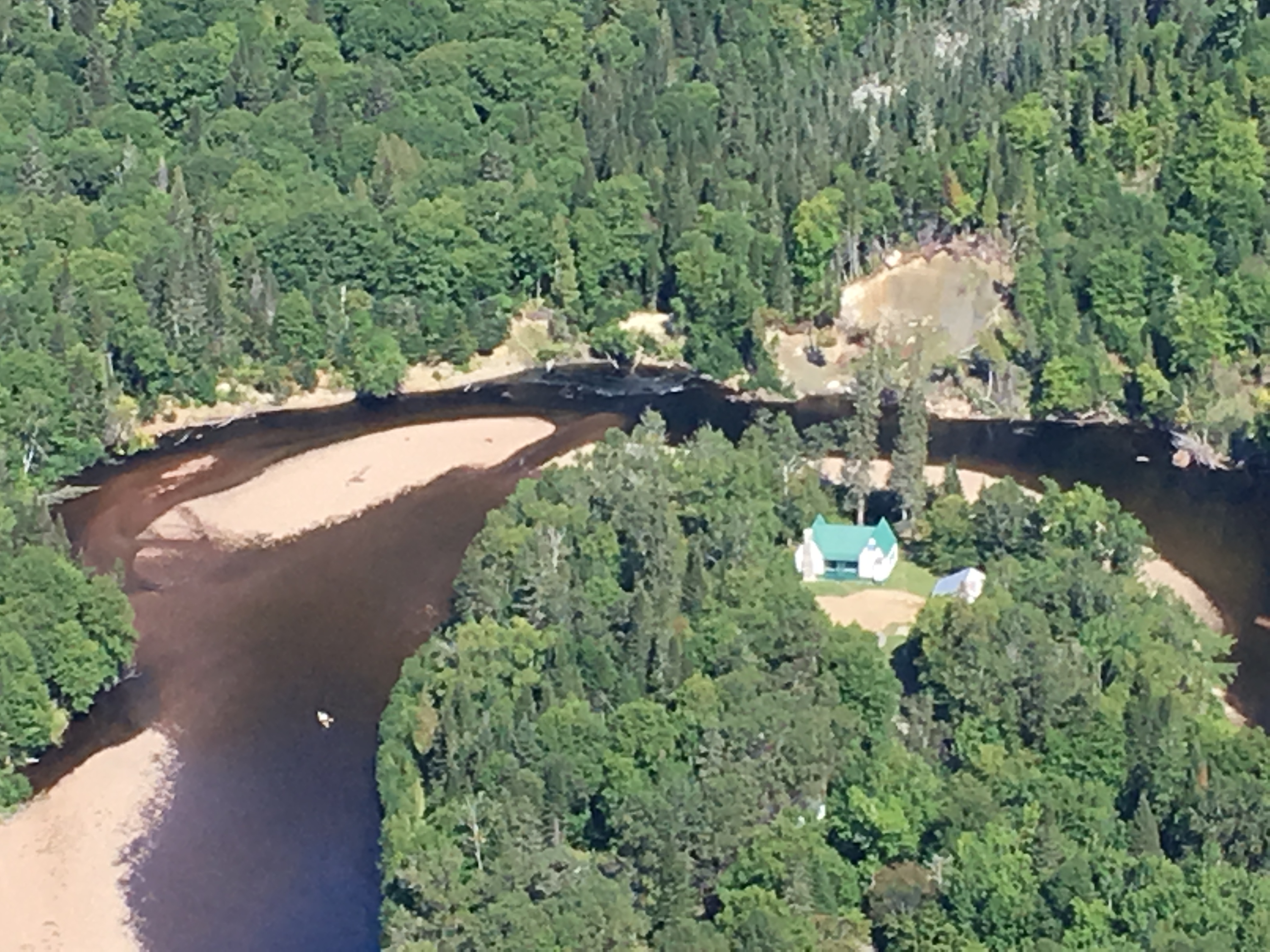
Site de pêche de la pointe de Bardsville.

En juillet 1885, le gouvernement du Québec adopte la Loi sur la protection du poisson et du gibier, ce qui force Russell à former le Ste. Marguerite Salmon Club. La même année, le club est vendu à James Grant et ses associés de New York. Quant aux guides de pêche, ils provenaient des villages avoisinant, ce qui leur offrait un travail saisonnier lucratif. En 1974, le gouvernement du Québec renouvelle le bail de la rivière Sainte-Marguerite pour 5 ans et celui de la rivière Sainte-Marguerite Nord-Est pour 9 ans. La zec de la Rivière-Sainte-Marguerite est créée en 1980 et la Corporation de pêche Sainte-Marguerite, qui détenait les droits de pêche depuis 1859, perd son exclusivité. La gestion de la zec est donnée à l'Association de la Rivière Sainte-Marguerite. La rivière est facilement accessible par la route 172, qui a été achevée en 1964.
Le 7 septembre 2005, le gouvernement du Québec décrète la création de la réserve aquatique projetée de la vallée de la rivière Sainte-Marguerite. Le statut, temporaire, est prolongé une première fois pour quatre ans en juillet 2009 et une seconde fois pour huit ans en mars 2013. Le Bureau d'audiences publiques sur l'environnement tient une consultation en janvier 2012 visant la création de dix aires protégées, dont celle de la vallée de la rivière Sainte-Marguerite. Le rapport est publié le 20 juillet 2012,. La réserve aquatique de la Vallée-de-la-Rivière-Sainte-Marguerite est finalement créée le 13 mai 2020.
Le 24 mars 2022, à la suite de l'adoption de la loi modifiant la Loi sur la conservation du patrimoine naturel et d'autres dispositions qui a entre autres aboli les réserves aquatiques, la réserve a été reclassée comme réserve de biodiversité.

## Activités et occupation
La réserve est située le long de la route 172, qui la parcourt sur 40 km. Cette route, bien qu'exclue de la réserve, permet d'accéder facilement aux divers pôles d'activités.
La rivière Sainte-Marguerite est reconnue comme étant un parcours de canot et de kayak. Un sentier de motoneige Trans-Québec traverse la réserve. On y retrouve aussi des sentiers de randonnée pédestre du côté ouest, près du lac de la Roche. Une passerelle a été aménagée à la fosse à saumons 53 de la rivière Sainte-Marguerite pour permettre l'accès au bras des Murailles. Du fait de son relief escarpé, on trouve sept parois d'escalade dans la réserve. L'Association de la rivière Sainte-Marguerite, organisme qui administre la zec de la Rivière-Sainte-Marguerite, offre des hébergements près de la rivière. Il est aussi possible de faire du camping sauvage à proximité de huit fosses à saumon.
La réserve comprend une cinquantaine de baux de villégiature sur son territoire. À l'exception du lac Résimond, la plupart des lots sont situés dans l'est de la réserve. La réserve chevauche aussi quatorze terrains de piégeurs allochtones ayant un droit exclusif,.